# Маркиз де Солера

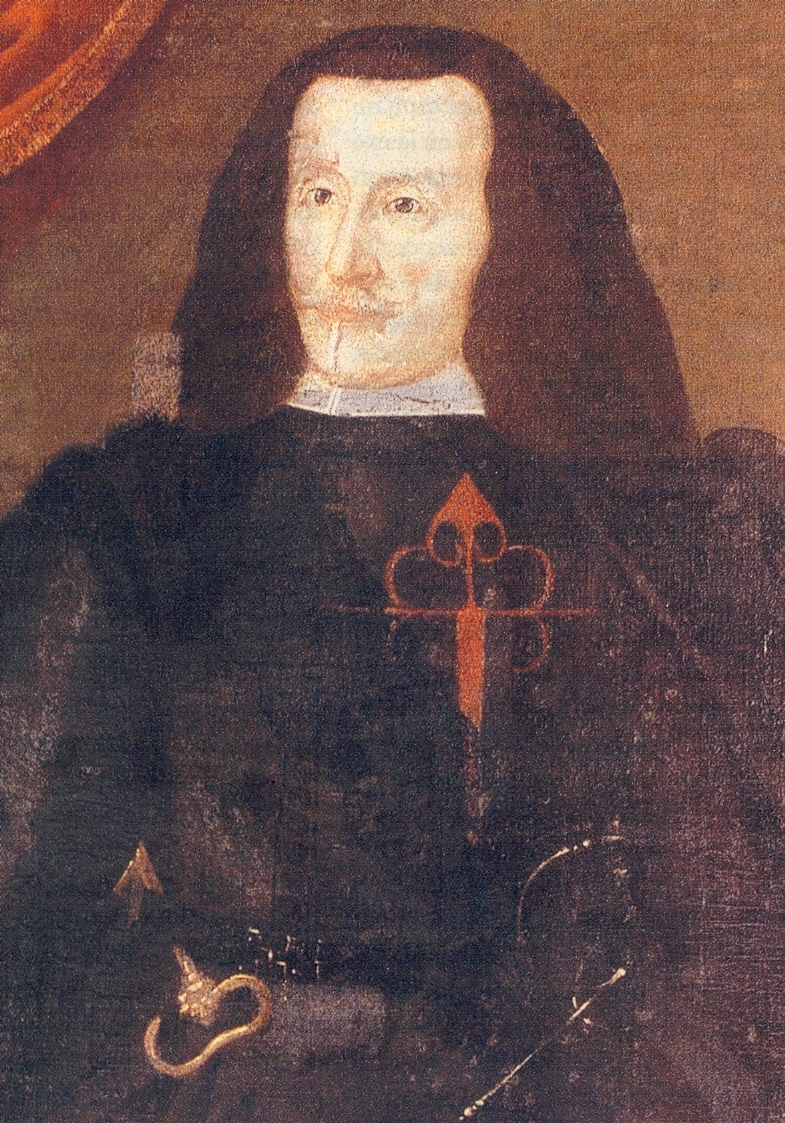
Диего де Бенавидес и де ла Куэва, 1-й маркиз де Солера (1607—1666), губернатор Галисии (1647—1652), вице-король Наварры (1653—1661) и Перу (1661—1666)

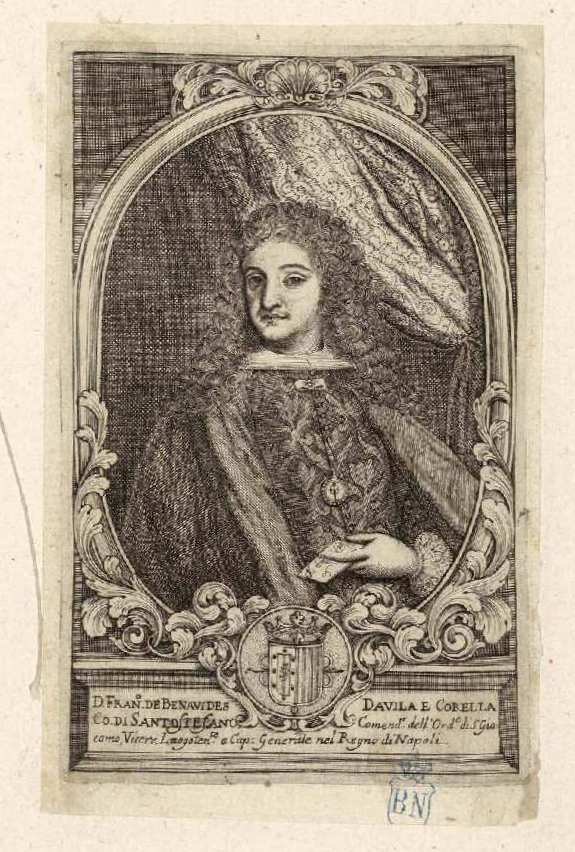
Франсиско де Бенавидес Давила и Корелья, 3-й маркиз де Солера (1640—1716), вице-король Сардинии (1675—1678), Сицилии (1678—1687) и Неаполя (1687—1695)

Маркиз де Солера — испанский дворянский титул. Он был создан в 1637 году королем Испании Филиппом IV для Диего де Бенавидеса и де ла Куэвы, 8-го графа де Сантистебан-дель-Пуэрто (1607—1666).
Название титула происходит от названия муниципалитета Солера, провинция Хаэн, автономное сообщество Андалусия.

## Сеньоры де Солера
1. Хуан II де ла Куэва[исп.] (ок. 1425—1474), старший сын Диего IV Фернандеса де ла Куэва, виконта де Уэльма (ок. 1410—1473), и Майор Альфонсо де Меркадо
2. Луис I де ла Куэва и Сан-Мартин[исп.] (ок. 1450—1520), старший сын предыдущего и Леонор де Сан-Мартин
3. Хуан III де ла Куэва и Бенавидес[исп.] (?-1522), старший сын предыдущего и Марии Манрике де Бенавидес
4. Хуан IV де ла Куэва и Бенавидес, сын предыдущего и Менсии Мануэль Базан
5. Исабель де ла Куэва и Бенавидес, сестра предыдущего, дочь Хуана де ла Куэвы и Бенавидеса, 3-го сеньора де Солера, и Менсии Мануэль Базан. Супруг — Франсиско II де Бенавидес и Месия Каррильо (?-1580), 5-й граф де Сантистебан-дель-Пуэрто
6. Диего II де Бенавидес де де ла Куэва (?-1587, старший сын Франсиска де Бенавидеса и Месия Каррильо и Исабель де ла Куэвы и Бенавидес
7. Франсиско III де Бенавидес и де ла Куэва (1582—1640), старший сын предыдущего и Леонор де Толедо.

## Маркизы де Солера
1. Диего де Бенавидес и де ла Куэва (1607—1666), 1-й маркиз де Солера, 7-й граф де Сантистебан-дель-Пуэрто. Сын Франсиско де Бенавидеса и де ла Куэвы, 7-го графа де Сантистебан-дель-Пуэрто (1582—1640), и Брианды де Базан и Бенавидес (1581—1627)
2. Педро де Бенавидес и Корелья (1642—1659), 2-й маркиз де Солера, 8-й маркиз де Лас-Навас, 11-й граф де Косентайна. Старший сын предыдущего и Антонии де Корелья и Давила, 10-й графини де Косентайна и 7-й маркизы де Лас-Навас (1619—1648)
3. Франсиско IV де Бенавидес Давила и Корелья[исп.] (1645—1716), 3-й маркиз де Солера, 9-й граф де Сантистебан-дель-Пуэрто (гранд Испании). Младший брат предыдущего
4. Диего V де Бенавидес и Арагон (1663—1693), 4-й маркиз де Солера. Старший сын предыдущего и Франсиски Хосефы де Арагон Фернандес де Кордова и Сандоваль (1647—1697)
5. Луис Франсиско де Бенавидес и Арагон (1665—1706), 5-й маркиз де Солера, 9-й граф де Сантистебан-дель-Пуэрто. Младший брат предыдущего.
6. Мануэль де Бенавидес и Арагон (1683—1748), 6-й маркиз де Солера, 1-й герцог де Сантистебан-дель-Пуэрто, герцог де Каминья. Младший брат предыдущего, сын Франсиско де Бенавидеса де ла Куэвы Давила и Корелья, 9-го графа де Сантистебан-дель-Пуэрто (ум. 1716), и Франсиски Хосефы де Арагон и Сандоваль (1647—1697)
7. Антонио де Бенавидес и де ла Куэва[кат.] (1714—1782), 7-й маркиз де Солера, 2-й герцог де Сантистебан-дель-Пуэрто, 10-й граф де Кастельяр. Единственный сын предыдущего и Аны Каталины де ла Куэва и Ариас де Сааведра, 9-й графини де Кастельяр (1684—1752)
8. Хоакина Мария де Бенавидес и Пачеко[кат.] (1746—1805), 8-я маркиза де Солера, 3-я герцогиня де Сантистебан-дель-Пуэрто. Старшая дочь предыдущего от первого брака с Марией де Портерией Пачеко и Тельес-Хирон (1731-?)
9. Луис Хоакин Фернандес де Кордова и Бенавидес[кат.] (1780—1840), 9-й маркиз де Солера, 4-й герцог де Сантистебан-дель-Пуэрто, 14-й герцог де Мединасели. Старший сын предыдущей и Луиса Марии де ле Соледад Фернандес де Кордова и Гонзага, 13-го герцога де Мединасели (1749—1806)
10. Луис Томас Фернандес де Кордова и Понсе де Леон[кат.] (1813—1873), 10-й маркиз де Солера, 5-й герцог де Сантистебан-дель-Пуэрто, 15-й герцог де Мединасели. Старший сын предыдущего и Марии де ла Консепсьон Понсе де Леон и Карвахаль (1783—1856)
11. Луис Мария Фернандес де Кордова и Перес де Баррадас (1851—1879), 11-й маркиз де Солера, 6-й герцог де Сантистебан-дель-Пуэрто, 16-й герцог де Мединасели. Старший сын предыдущего и Анхелы Перес де Баррадас и Бернуй, 1-й герцогини де Тарифа (1827—1903)
12. Луис Хесус Фернандес де Кордова и Салаберт (1880—1956), 12-й маркиз де Солера, 7-й герцог де Сантистебан-дель-Пуэрто, 17-й герцог де Мединасели. Единственный сын предыдущего и Касильды Ремигии де Салаберт и Артеага, 11-й герцогини де Сьюдад-Реаль (1858—1936)
13. Виктория Евгения Фернандес де Кордова и Фернандес де Энестроса (1917—2013), 13-я маркиза де Солера, 8-я герцогиня де Сантистебан-дель-Пуэрто, 18-я герцогиня де Мединасели. Старшая дочь предыдущего от первого брака с Анной Марией Фернандес де Хенестроса и Гайосо де лос Кобос (1879—1939)
14. Луис Медина и Фернандес де Кордова (1941—2011), 14-й маркиз де Солера, 9-й герцог де Сантистебан-дель-Пуэрто, 17-й маркиз де Когольюдо. Старший сын предыдущей и Рафаэля де Медины и Вильялонги (1905—1992)
15. Виктория Франсиска де Медина и Конради (род. 1986), 15-я маркиза де Солера, 10-я герцогиня де Сантистебан-дель-Пуэрто, 17-я маркиза де Когольюдо. Старшая дочь предыдущего и Мерседес Конради Рамирес (род. 1955).
16. Касильда де Медина и Конради (род. 1989), 16-я маркиза де Солера. Младшая сестра предыдущей.